# سایپل (آرکانزاس)
سایپل (به انگلیسی: Seyppel) یک منطقهٔ مسکونی در ایالات متحده آمریکا است که در شهرستان کریتندن، آرکانزاس واقع شده‌است. سایپل ۶۴ متر بالاتر از سطح دریا واقع شده‌است.